# アルバート・マルガイ
アルバート・マイケル・マルガイ（Albert Michael Margai、1910年10月19日 - 1980年12月18日）とは、シエラレオネの初代首相だったミルトン・マルガイの弟でシエラレオネの元内閣総理大臣である。

## 人物
彼は1910年10月10日シエラレオネの南部州モヤンバ地区でメンデ族として生まれた。フリータウンのセント・エドワード中学校で教育され、最初、彼は1931年から1944年まで看護士として働き、1948年にはイギリスに渡り、法律を学んだ。シエラレオネ帰国後は、懇願者及び支持者として最高裁判所及び組み立ての個人開業で登録した。憲法についての討論の活動的な役割を担い、シエラレオネ内陸部の保護領の興味のため主なスポークスマンだった。 彼は1951年と1964年の間に教育、農業、天然資源および財政のキャビネットの位置を保持した。 1951年に、彼は最初の保護領のメンバーとして立法審議会に彼が1952年にキャビネットに任命されたときに選ばれ、最初の文部大臣になった。 彼は1958年9月にシアカ・スティーブンスと共にシエラレオネ人民党（SLPP）を脱退しより軍事的な政治を維持するため人民国家党（PNP）を結成した。1960年には国民連合政権が誕生した。1961年に兄のルトン・マルガイの元でシエラレオネがイギリスから独立。1962年に彼は兄のマルガイ政権の元で財務大臣を務め、教育、農業、天然資源の職を歴任。彼は財務大臣の時、シエラレオネの通貨をイギリス・ポンドから当時の、スターリング・ポンドの半分にほぼ相当する10進法定通貨「レオン」を導入し変更し、シエラレオネ銀行を設立した。1964年4月28日に兄が死亡したため、彼が後を引継ぎ首相になった。しかし、彼は贅沢が好きで汚職に手を出し、さらに国家公務員や軍隊に自分の出身部族であるメンデ族を中心にするなど偏った政策を行っていた為、彼は批判されていた。さらに彼は1966年2月にシエラレオネを政治的権力を持つ為に、イギリスの君主を元首とした立憲君主制の民主主義国家から野党を破壊し大統領がいる一党制の共和国の変更を主張した。しかし彼のこの一党国家の変更案は野党全人民会議（APC）やクリオ人（解放奴隷の子孫）などから反発を招き失敗した。1967年の総選挙ではアルバート・マルガイ政権への一党国家の変更の失敗やメンデ族中心主義や腐敗した汚職の批難などの不満から、テムネ族やクリオ人に支持がある野党の全人民会議（APC）に支持が集まり、マルガイ政権の与党シエラレオネ人民党（SLPP）に勝利した。アルバート・マルガイは野党からのどんな候補者に対しても反対し、自身の腐敗の非難に対応することを拒否した。その為、マルガイの退陣を求めて暴動がシエラレオネ全体で勃発し、彼の政府は非常事態宣言をした。彼の反対者である野党の全人民会議（APC）のシアカ・スティーブンスはわずかながら議会の過半数を達成し、イギリス総督サー・ヘンリー・ライトフットによりシエラレオネの新首相に指名された。しかし、彼の友人であるシエラレオネ国軍の司令官だった同盟軍のデヴィッド・ランサナ准将が無血クーデターを起こし、スティーブンスとライトフットが逮捕された。これにより彼は戒厳令を宣言し、選挙結果を却下し、暫定総督を宣言した。しかし、1968年4月、軍の下士官のグループがシエラレオネに民主的なプロセスを回復させるためにカウンタークーデターを行った。将校の8人のメンバーは、国家改革評議会を結成し、ジョン・バングラ准将を選出した。 バングラは選挙に勝利したため、スティーブンスを首相に復職させた。権力を追われた彼は1980年アメリカワシントンD.C.にて死亡した。
息子のチャールズ・マルガイは2006年に結成した人民民主改革運動(PMDC)のリーダーで、シエラレオネの大統領候補の一人でもある